# K3 (fusil)
Pour les articles homonymes, voir K3.
Le K3 est un fusil d'assaut d'origine arménienne.
Tout d'abord révélé en octobre 1996, le K3 est construit sur une base type Kalachnikov, réaménagé en disposition bullpup. En octobre 1996, près de 40 exemplaires de K3 ont été fabriqués en Arménie, bien que la production en série n'ait pas encore commencé.
Conçu par le département de l'industrie militaire du ministère de la Défense arménien, le K3 a été produit dans une base avec des viseurs métalliques fixes, mais avec la possibilité de les supprimer et de les remplacer par une lunette de visée ×4 suivant la norme PSO-1.
Le tir avec un K3 ne peut être réalisé que par la main droite.
La bouche du canon possède une pièce jointe, qui permet le tir de petites grenades à fusil. La plupart des pièces sont à base de nylon en plastique dur, comme le chargeur courbe de 30 coups inspirés de celui de l'AK-74.
Le K3 a, depuis 1996, été fabriqué en peu d'exemplaires, et il semble même que le développement du K3 ait cessé.